# Bentley Mulsanne (2010)
Bentley Mulsanne — представительский седан, разработанный как альтернатива устаревшей модели Arnage. Серийное производство началось в середине 2010 года. Назван в честь одного из поворотов гоночного кольца «Сартэ» в Ле-Мане. Mulsanne — первый автомобиль за 80 лет (начиная с 1930 года), построенный на собственной платформе Bentley.
Для Bentley Mulsanne в штаб-квартире британского концерна была спроектирована оригинальная, а не заимствованная, как прежде, платформа с колёсной базой в 3266 мм. В основе 6,75-литрового двигателя (V-образный 8-цилиндровый агрегат) с двойным наддувом (максимальная мощность 512 л. с., максимальный крутящий момент — 1020 Н·м) лежит блок цилиндров Bentley Arnage. Коробка передач — автоматическая восьмиступенчатая от немецкой ZahnradFabrik. Максимальная скорость — чуть менее 300 км/ч, разгон до 100 км/ч занимает 5,3 секунды. Средний расход топлива на 100 км — 16,9 литра.
Заказчики автомобиля смогут выбрать один из 114 вариантов окраски кузова. В интерьере Bentley Mulsanne используются натуральная кожа (будет предлагаться 24 варианта цвета), дерево ценных пород и полированная вручную сталь. Представительский автомобиль пойдёт в серию с 40-гигабайтным жёстким диском, навигатором, аудиосистемой с 14 динамиками и многими другими современными для консервативной британской марки решениями.
В 2014 году была представлена модификация Bentley Mulsanne Speed, отличающаяся форсированным до 537 л. с. двигателем, «направленными» колёсными дисками и т. д.
В 2016 году был проведён рестайлинг, подаривший «Мульсану» новую решётку радиатора, бамперы, переднюю и заднюю оптику, мультимедийную систему. Кроме того, появилась удлинённая версия Bentley Mulsanne Extended Wheelbase с раздельными задними сиденьями повышенной комфортности и люком над задней частью салона.
Финальная партия из 30 автомобилей была изготовлена весной 2020 года. Флагманом компании теперь стал новый Flying Spur.